# Siccibythus
Siccibythus (лат.) — ископаемый род ос из семейства Falsiformicidae (Южная Азия, Мьянма, Бирманский янтарь, меловой период, возраст находки 99 млн лет).

## Этимология
Название рода представляет собой комбинацию латинского прилагательного siccus, означающего «сухой или засохший», в сочетании с ebythus — общим суффиксом для родов сколебитид (первоначально род был включён в состав семейства Scolebythidae).

## Описание
Мелкие осы. Проподеум слабо скульптурирован продольными килями; антенна с 13 члениками у самца, 12 у самки, щитик удлинённый и уплощённый, педицель слабо пириформный; есть три или четыре лабиальных пальпомера; переднее крыло без ячеек, закрыто трубчатыми жилками в средней и дистальной части, максимум 1m-cu лишь частично трубчатая; жилка R1 отсутствует у вершины птеростигмы, а апикальные части M, M+Cu и A (дистальнее Cu-a) спектральные. Передние лапки и средние лапки с крупным двулопастным аролием, на задних лапках имеется меньший аролий, коготки простые.

## Систематика
Род был впервые описан в 2016 году и первоначально отнесён к семейству Scolebythidae. Позднее включён в состав семейства Falsiformicidae вместе с родами Falsiformica, Falsiformix и Neophenax.
- †Siccibythus aristovi Wang, Rasnitsyn, Perkovsky & Vilhelmsen, 2025[1]
- †Siccibythus robustus Wang, Rasnitsyn, Perkovsky & Vilhelmsen, 2025[1]
- †Siccibythus martynovae Rasnitsyn et al., 2020[3]
- †Siccibythus musculosus Cockx et McKellar, 2016[2]
- †Siccibythus oculatus Rasnitsyn et al., 2020
- †Siccibythus ohmkuhnlei Rasnitsyn et al., 2020[3]
- †Siccibythus pallidus Rasnitsyn et al., 2020
- †Siccibythus paulus Rasnitsyn et al., 2020